# Route nationale 57 (Madagaskar)

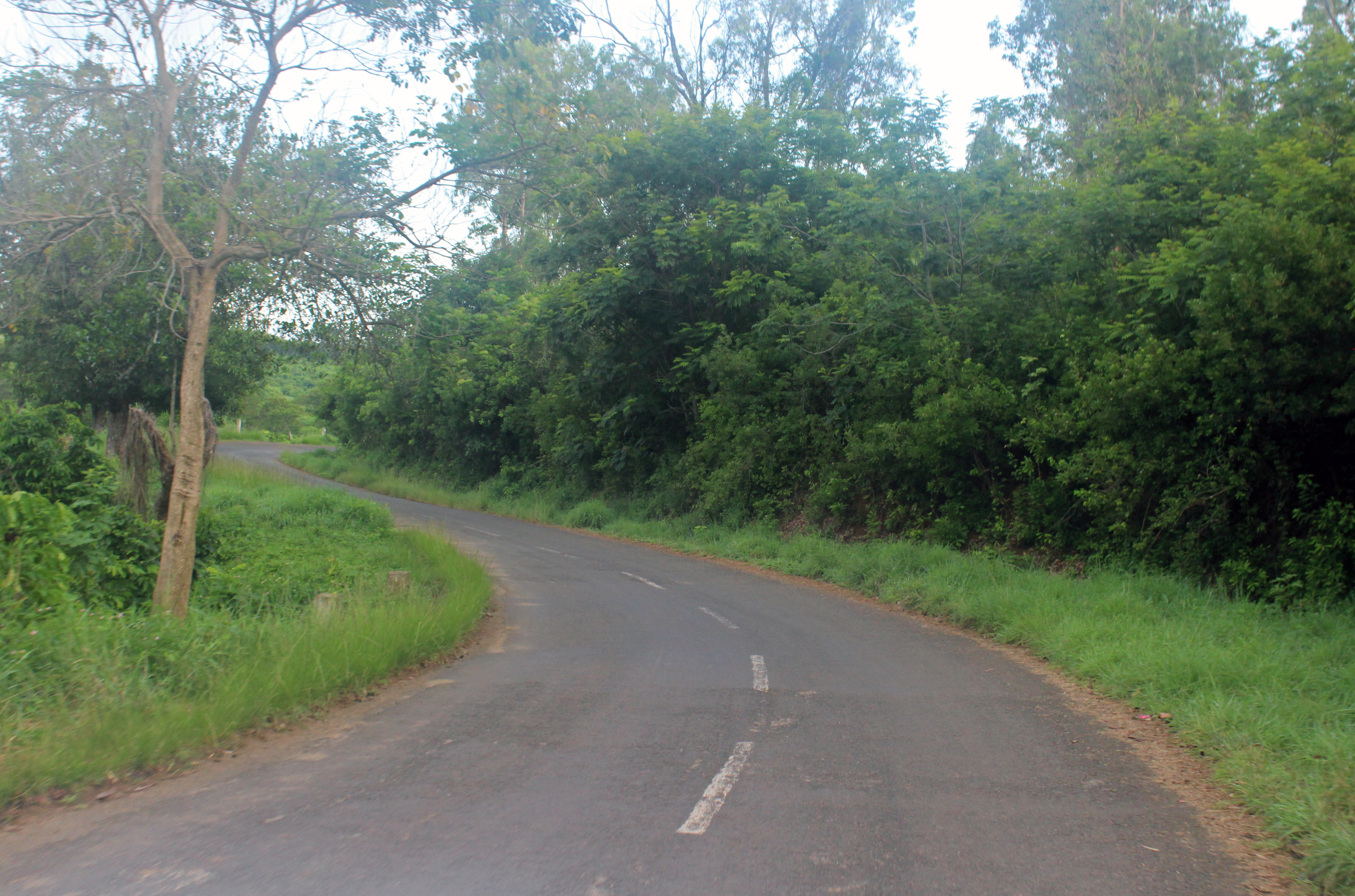
RN57 etwa bei km 3,5 in Richtung Flughafen Fascene

Die Route nationale 57 (RN 57) ist eine 11 km lange Nationalstraße auf der zur Region Diana gehörenden Insel Nosy Be vor der Nordwestküste von Madagaskar. Sie beginnt in der Inselhauptstadt Andoany (Hell-Ville) an der RN 30a im Süden der Insel und führt in nordöstlicher Richtung bis zum Flughafen Fascene im Osten. Die RN 57 trägt den Straßennamen „Route de l'Est“ (Oststraße).